# Seznam ostrovů Spojených států amerických
Ostrovy USA větší než 1000 km².

## Podle velikosti
|    | ostrov                  | anglicky                       | stát      | rozloha (km²) | nejvyšší vrchol  | max.nadm. výška(m) |
| -- | ----------------------- | ------------------------------ | --------- | ------------- | ---------------- | ------------------ |
| 1  | Havaj                   | Big Island                     | Havaj     | 10433         | Mauna Kea        | 4205               |
| 2  | Kodiak                  | Kodiak Island                  | Aljaška   | 9293          | Koniag Peak      | 1353               |
| 3  | Portoriko               | The main island of Puerto Rico | Portoriko | 8896          | Cerro de Punta   | 1338               |
| 4  | ostrov prince z Walesu  | Prince of Wales Island         | Aljaška   | 6675          | Copper Mountain  | 1146               |
| 5  | Chichagof               | Chichagof Island               | Aljaška   | 5388          | bezejmenný       | 1161               |
| 6  | Ostrov svatého Vavřince | St. Lawrence Island            | Aljaška   | 5135          | Monte Augusta    | 1298               |
| 7  | Admiralty               | Admiralty Island               | Aljaška   | 4362          | Kootznoowoo Peak | 1463               |
| 8  | Nunivak                 | Nunivak Island                 | Aljaška   | 4209          | Roberts Mountain | 510                |
| 9  | Unimak                  | Unimak Island                  | Aljaška   | 4119          | Mount Shishaldin | 2857               |
| 10 | Baranof                 | Baranof Island                 | Aljaška   | 4065          | Veniaminof Peak  | 1643               |
| 11 | Long Island             | Long Island                    | New York  | 3629          | Jayne's Hill     | 122                |
| 12 | Revillagigedo           | Revillagigedo Island           | Aljaška   | 2965          | Mount Reid       | 1400               |
| 13 | Kupreanof               | Kupreanof Island               | Aljaška   | 2813          | Sherman Peak     | 1189               |
| 14 | Unalaska                | Unalaska Island                | Aljaška   | 2722          | Mount Makushin   | 1800               |
| 15 | Nelson                  | Nelson Island                  | Aljaška   | 2183          | Mont Erchakrtuk  | 453                |
| 16 | Kuiu                    | Kuiu Island                    | Aljaška   | 1962          | bezejmenný       | 1080               |
| 17 | Maui                    | The Valley Isle                | Havaj     | 1883          | Haleakala        | 3055               |
| 18 | Afognak                 | Afognak Island                 | Aljaška   | 1809          | bezejmenný       | 776                |
| 18 | Umnak                   | Umnak Island                   | Aljaška   | 1793          | Mount Vsevidof   | 2149               |
| 21 | Oahu                    | The Gathering Place            | Havaj     | 1545          | Kaʻala           | 1227               |
| 21 | Kauai                   | The Garden Isle                | Havaj     | 1430          | Kawaikini        | 1598               |
| 22 | Atka                    | Atka Island                    | Aljaška   | 1061          | Korovin Volcano  | 1533               |